# Atlantica calathoides
Atlantica calathoides é uma espécie de Gastrópodes, de filo Arthropoda, da ordem Stylommatophora e família Discidae, criticamente em perigo de acordo com a a Lista Vermelha de Espécies Ameaçadas da União Internacional Para a Conservação da Natureza e dos Recursos Naturais (IUCN) .

## Distribuição geográfica
Esta espécie é endémica do Arquipélago da Madeira (Portugal), onde é conhecida da Ilha Deserta Grande. Foi redescoberto em 2008 por Silva e Teixeira. Também está presente como um fóssil quaternário no Bugio. Existem registos recentes de exemplares vivos desta espécie em dois sítios na Deserta Grande (D. Teixeira pers.comm. 2016), um deles encontrado no extremo noroeste e o segundo no extremo sudoeste .

## Principais ameaças
A principal ameaça é a predação por camundongos (Mus musculus) e carabídeos nativos (Scarites abbreviatus desertarum). A cobertura do habitat também é suscetível a alterações devido a secas, deslizamentos de terra e pastoreio de cabras.. A espécie é avaliada como Criticamente Ameaçada segundo os critérios B2ab(iii,v), com base em sua ocorrência em um único local, as flutuações da população relatadas nos últimos dez anos, os declínios observados devido à predação e a degradação do habitat .
Houve também grandes flutuações nas subpopulações monitoradas nos últimos dez anos .

## Habitat e ecologia
Esta espécie ocorre em ravinas muito profundas, a altitudes intermédias, em habitats dominados por samambaias. Encontra-se geralmente perto da base das plantas, na serapilheira ou debaixo das rochas. Paiva (1867) encontrou-o originalmente associado a líquenes, embora Wollaston (1878) duvidasse que o registro de Paiva fosse de material recente . 

## Conservação da espécie
Um estudo populacional e um esquema de monitoramento estão em andamento no âmbito do Projeto LIFE Recuperar Natura (2013-2017), juntamente com um estudo de ecologia de espécies. Um plano de conservação de espécies será produzido em 2017 e implementado através do projeto pós-LIFE (2018-2022). Como medida indireta, vem sendo realizado nos últimos 20 anos um programa de controle contínuo das populações de caprinos, que deve melhorar a restauração do habitat da espécie .